# Nicole Forresterová
Nicole Forresterová (* 17. listopadu 1976, Aurora, Ontario) je kanadská atletka, výškařka. Mezi její nejúspěšnější sezónu patří rok 2001, kdy získala stříbrnou medaili na Frankofonních hrách v Ottawě a stříbro na letní univerziádě v Pekingu.
V roce 1999 získala bronzovou medaili na Panamerických hrách v kanadském Winnipegu. Ve stejném roce neprošla kvalifikací na světovém šampionátu v Seville. Na Panamerických hrách 2007 v Rio de Janeiro získala stříbrnou medaili. V roce 2008 neprošla sítem kvalifikace na halovém MS ve Valencii i na letních olympijských hrách v Pekingu. V roce 2010 vybojovala zlatou medaili na hrách Commonwealthu v Novém Dillí. Již v roce 2002 získala v Manchesteru bronz.

## Úspěchy
| Rok  | Závod                             | Místo                    | Umístění    | Výkon  |
| ---- | --------------------------------- | ------------------------ | ----------- | ------ |
| 1999 | Mistrovství světa v atletice 1999 | Sevilla, Španělsko       | kvalifikace | 1,80 m |
| 1999 | Panamerické hry                   | Winnipeg, Kanada         | 3.          | 1,85 m |
| 2001 | Frankofonní hry                   | Ottawa, Kanada           | 2.          | 1,89 m |
| 2001 | Univerziáda                       | Peking, Čína             | 2.          | 1,94 m |
| 2002 | Hry Commonwealthu                 | Manchester, Anglie       | 3.          | 1,87 m |
| 2002 | Světový pohár                     | Madrid, Španělsko        | 8.          | 1,85 m |
| 2006 | Hry Commonwealthu                 | Melbourne, Austrálie     | finále      | NM     |
| 2006 | Světový pohár                     | Athény, Řecko            | 5.          | 1,94 m |
| 2007 | Panamerické hry                   | Rio de Janeiro, Brazílie | 2.          | 1,95 m |
| 2007 | Mistrovství světa v atletice 2007 | Ósaka, Japonsko          | kvalifikace | 1,84 m |
| 2008 | HMS 2008                          | Valencia, Španělsko      | kvalifikace | 1,86 m |
| 2008 | Letní olympijské hry 2008         | Peking, Čína             | kvalifikace | 1,89 m |
| 2010 | Hry Commonwealthu                 | Nové Dillí, Indie        | 1.          | 1,91 m |

## Osobní rekordy
- hala – 195 cm – 3. února 2007, Arnstadt
- venku – 197 cm – 30. července 2007, Soluň